# Château 1
Château 1 (auch: Château I) ist ein Stadtviertel (französisch: quartier) im Arrondissement Niamey I der Stadt Niamey in Niger.

## Geographie

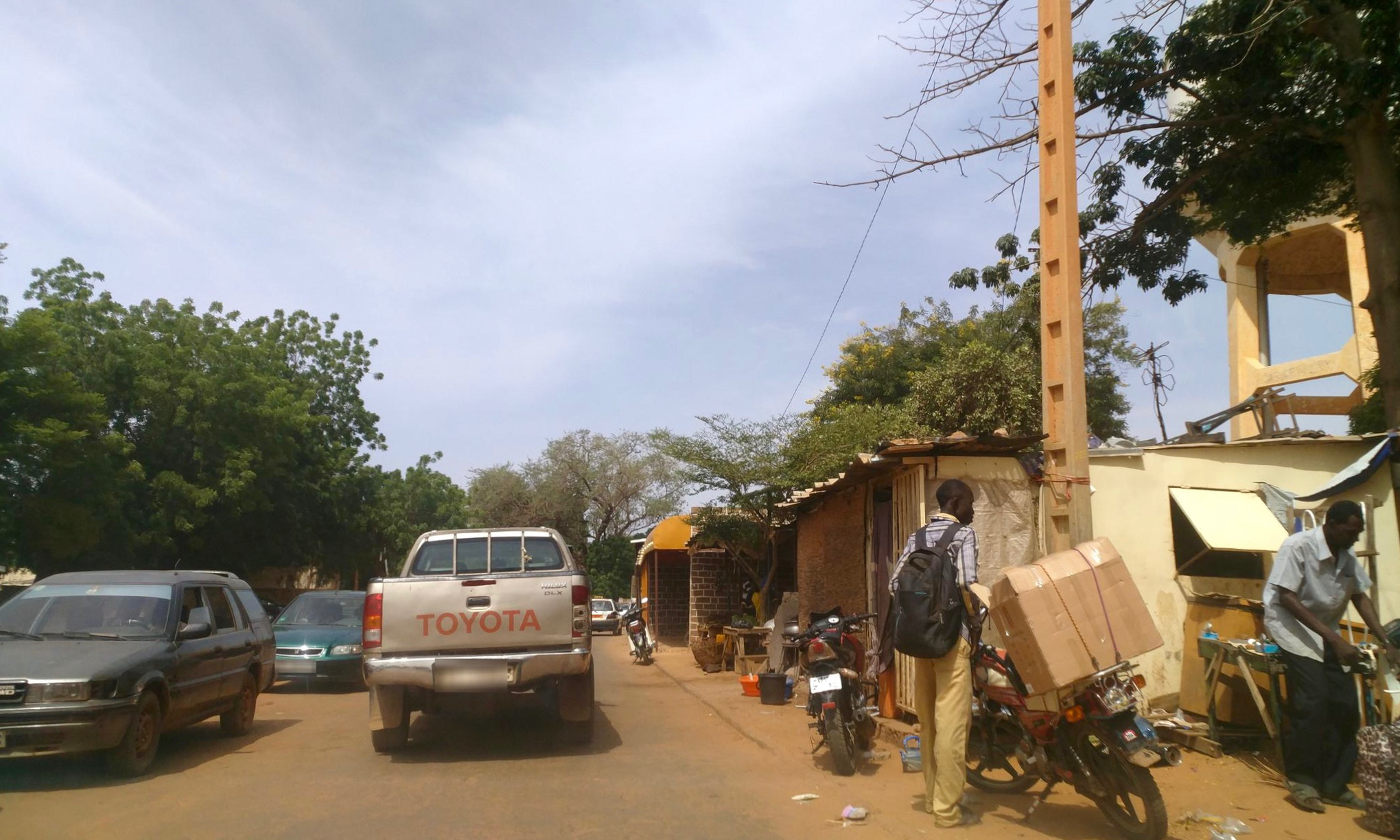
Straßenszene in der Avenue du Fleuve Niger in Château 1 (2017)

Château 1 liegt im Stadtteil Plateau im Zentrum von Niamey. Das Stadtviertel befindet sich in einem Tafelland mit einer mehr als 2,5 Meter tiefen Sandschicht, wodurch eine bessere Einsickerung als in anderen Teilen der Stadt möglich ist. Zu den umliegenden Stadtvierteln gehören Plateau 2 im Norden, Issa Béri im Nordosten und Corniche Yantala im Süden.

## Geschichte

Hinter Bäumen der namensgebende Wasserturm in Château 1 (1996/1997)

Das Stadtviertel hat seinen Namen nach dem gleichnamigen ersten Wasserturm Niameys (das französische Wort château d’eau bedeutet Wasserturm), der hier 1940 seinen Betrieb aufnahm. In Plateau befand sich zu jener Zeit das europäische Viertel von Niamey. Nach der Unabhängigkeit Nigers von Frankreich im Jahr 1960 bis in die 1970er Jahre gab es in der Stadt weiterhin viele westliche Bewohner, für die in Château 1 westliche Geschäfte, etwa für Brot, Jeans und T-Shirts, existierten. Die ersten Kunsthändler kamen Anfang der 1980er Jahre. Viele Kunsthandwerker, darunter anfangs vor allem Wodaabe, die seit der Dürre von 1984 nach Niamey kamen, besaßen Geschäfte in Château 1 und wohnten in der nahegelegenen Siedlung Cases Allemandes. Ab 1987 ließen sich Tuareg-Schmiede aus der Region Agadez im Stadtteil nieder. Ihr Zuzug verstärkte sich, als wegen der Tuareg-Rebellion der 1990er Jahre der Tourismus in der Region Agadez einbrach. Ende der 1990er Jahre kamen Tuareg-Schmiede aus der Region Tahoua und Hausa-Antiquitätenhändler hinzu.

## Bevölkerung
Bei der Volkszählung 2012 hatte das Stadtviertel 135 Einwohner, die in 22 Haushalten lebten.

## Infrastruktur
Beim Wasserturm und entlang des Straßenzugs der Avenue du Château d’Eau gibt es eine hohe Dichte an Handwerksläden. In Château 1 sind mehr als 300 Kunsthandwerker tätig, darunter vor allem Tuareg-Schmiede. Ferner gibt es rund 20 Kunsthändler.